# Мариям Хакимжанова
Мариям Хакимжанова (на казахски: Мәриям Хакімжанова) е казахстанска поетеса, писателка и преводачка, народен писател на Казахстан.

## Биография и творчество
Мариям Хакимжанова е родена на 15 ноември 1906 г. в село Кобилади, Костанайска област, Казахстан, Руска империя. Тя е потомка на бей Балгожа Жанбуршин. След завършване на средното си образование работи като литературен работник. В периода 1931 – 1932 г. учи във факултета на работниците в Казахстанския педагогически институт. След дипломирането си, в периода 1932 – 1934 г. работи като служител и изпълнителен секретар на списание „Ayel teudigi“ (Равенство на жените).
През 1934 г. със съпруга си, чекиста Сергали Бермухамедов, заминават на работа в Оренбургска област, където тя работи като ръководител на отдела на регионалния вестник „Екпинди“ на район Адамовка. По време на сталинистката чистка съпругът ѝ е арестуван, осъден и екзекутиран. Реабилитиран е през 1957 г.
Участва в работата на I конгрес на Съюза на писателите на СССР през 1934 г. В периода 1935 – 1937 г. като ръководител на библиотеката в Домбаровския район на Оренбургска област. В периода 1939 – 1948 г. ръководи отдела за народни акини (поети и вузиканти) на Съюза на писателите в Казахстан. В следващите години работи като младши изследовател в Института по лингвистика и литература на Академията на науките на Казахската ССР, като старши редактор на Републиканската камара на книгите, като литературен служител в списанието „Жаңа өмір“ („Нов живот“), и като старши редактор в Казахското държавно литературно издателство.
Първото ѝ стихотворение, „Геноцид“, е публикувано през 1929 г. в списание „Равенство на жените“. Първата ѝ стихосбирка „Стихове на победата“ е публикувана през 1935 г.
По време на Великата отечествена война стиховете ѝ са публикувани на страниците на фронтови и републикански вестници и списания.
В следвоенните години са издадени книги ѝ „Маншук“ (1945) – посветена на Маншук Маметова, „Майчината любов“ (1951), „Първа песен“ (1958), „Майчиното сърце“ (1958), „Моето бебе – мой стих“ (1959), „Майчината душа" (1961), „Майчината пролет" (1963), биографичен очерк „Маншук“ (1965).
Стиховете на поетесата са посветени на мисли за Родината, живота и мира. Те са преведени на руски, узбекски, каракалпак, киргизки, китайски, беларуски, арменски, и редица други езици.
През 1960 г. прави превод на казахски език стиховете на киргизкия поет акин Аали Токамбаев.
Многократно е награждавана с почетни ордени и медали за творческото си умение и пропаганда на универсални ценности: медал „За доблестен труд във Великата отечествена война 1941 – 1945 г.“, медал за „За трудово отличие “, почетната грамота на Върховния съвет на Казахската ССР. През 1986 г. е удостоена със званието „Народен писател на Казахстан“.
Мариям Хакимжанова умира през 1993 г. в Алмати, Казахстан. На нейно име е кръстена улица в Алмати.